# Schönitzer See (Naturschutzgebiet)
Koordinaten: 51° 50′ 9″ N, 12° 27′ 42″ O

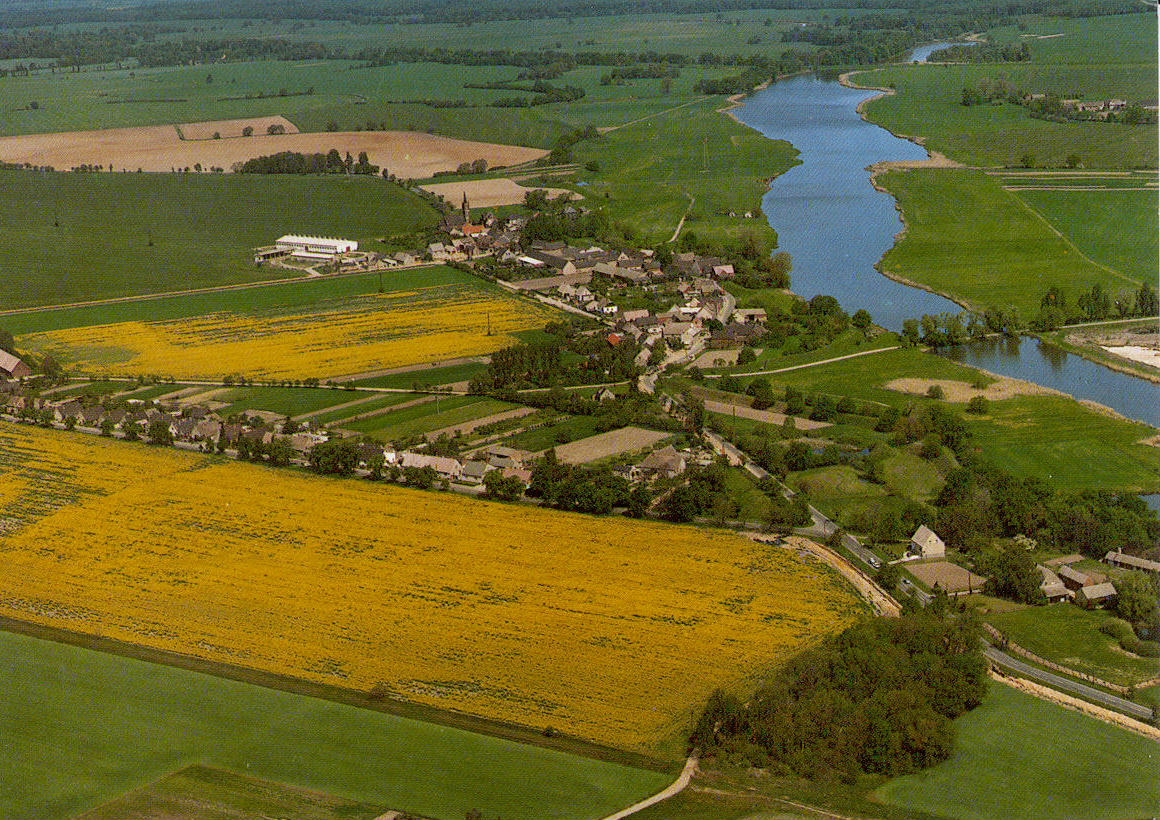
Schönitzer See, hier östlich und nordöstlich von Riesigk

Der Schönitzer See ist ein Naturschutzgebiet in der Stadt Oranienbaum-Wörlitz im Landkreis Wittenberg in Sachsen-Anhalt.
Das Naturschutzgebiet mit dem Kennzeichen NSG 0097 ist rund 145 Hektar groß. Es ist Bestandteil des FFH-Gebietes „Dessau-Wörlitzer Elbauen“ und des EU-Vogelschutzgebietes „Mittlere Elbe einschließlich Steckby-Lödderitzer Forst“. Das Naturschutzgebiet ist vom Landschaftsschutzgebiet „Mittlere Elbe“ umgeben. Das Gebiet steht seit 2001 unter Schutz (Datum der Verordnung: 10. Juli 2001). In ihm ist das zum 1. Mai 1961 ausgewiesene, gleichnamige Naturschutzgebiet aufgegangen. Zuständige untere Naturschutzbehörde ist der Landkreis Wittenberg.
Das nach dem in ihm liegenden, gleichnamigen Flachwassersee benannte Naturschutzgebiet liegt östlich von Wörlitz im Biosphärenreservat Flusslandschaft Elbe. Es umfasst den Schönitzer See sowie den sich nördlich anschließenden Radehochsee, Altarme der Elbe, sowie daran angrenzenden Flächen. Das Naturschutzgebiet ist durch den Elbedeich von der Flussdynamik abgetrennt. Der nördliche Teil des Naturschutzgebietes mit dem Radehochsee wird bei Hochwasser der Elbe noch überflutet. Der Radehochsee wird vom Fließgraben durchflossen, der die Elbaue entwässert.
Der Schönitzer See wird überwiegend von Röhrichten und Seggenrieden aus Schilfrohr, Breitblättrigem Rohrkolben, Ästigem Igelkolben, Wasserschwaden, Schlanksegge und Rohrglanzgras umgeben. Weiterhin siedeln hier Zungenhahnenfuß, Scheinzypergrassegge und Schwanenblume. An die Röhrichte schließen sich feuchte Staudenfluren an. Die übrigens Bereiche im Naturschutzgebiet werden hier von Grünland mit artenarmen Labkraut-Fuchsschwanz-Gesellschaften und kleinflächig auch artenreichen Schmielen-Silau-Gesellschaften geprägt. Am Ufer des Radehochsees stocken auch Auwaldreste, Erlenbruchwälder und Grauweidengebüsche.
Der Schönitzer See ist Lebensraum des Elbebibers. Die Röhrichtzonen an seinen Ufern bieten zahlreichen Vogelarten einen geeigneten Lebensraum, darunter Haubentaucher, Tafelente, Drosselrohrsänger, Teichrohrsänger und Schilfrohrsänger, die alle hier auch brüten. Weiterhin verfügt der See mit den ihm umgebenen Grünlandflächen über eine überregionale Bedeutung als Rast- und Überwinterungsgebiet für Wasservögel.